# Germat
Germat (persiska: گرمت) är en ort i Iran.   Den ligger i provinsen Khuzestan, i den centrala delen av landet, 500 km söder om huvudstaden Teheran. Germat ligger 876 meter över havet och antalet invånare är 102.
Terrängen runt Germat är bergig söderut, men norrut är den kuperad. Germat ligger nere i en dal.Runt Germat är det ganska tätbefolkat, med 56 invånare per kvadratkilometer. Närmaste större samhälle är Dehdez, 10,0 km öster om Germat. Omgivningarna runt Germat är i huvudsak ett öppet busklandskap.